# Gastrodia
Gastrodia R.Br., 1810  è un genere di orchidee della sottofamiglia Epidendroideae (tribù Gastrodieae).

## Descrizione
Il genere comprende orchidee terrestri, micoeterotrofiche, prive di foglie.
Sono dotate di un rizoma orizzontale, tuberoso, cilindrico, talora leggermente coralloide.
L'infiorescenza è eretta, terminale, di colore dal giallo al bruno. I sepali e i tepali sono fusi a formare una struttura tubulare aperta all'apice; il labello presenta un ginostemio colonnare, con due pollinii, granulari, friabili, privi di caudicola.

## Distribuzione e habitat
Il genere è diffuso in Asia (Cina, estremo oriente della Russia, Giappone, Corea, sudest asiatico e subcontinente indiano), Australia, Nuova Zelanda, Africa tropicale, e in varie isole dell'oceano Pacifico e dell'Oceano Indiano, tra cui il Madagascar.

## Tassonomia
Il genere comprende le seguenti specie:
- Gastrodia abscondita J.J.Sm.
- Gastrodia africana  Kraenzl.
- Gastrodia albida T.C.Hsu & C.M.Kuo
- Gastrodia albidoides Y.H.Tan & T.C.Hsu
- Gastrodia amamiana Suetsugu
- Gastrodia angusta S.Chow & S.C.Chen
- Gastrodia appendiculata C.S.Leou & N.J.Chung
- Gastrodia arunachalensis S.N.Hegde & A.N.Rao
- Gastrodia ballii P.J.Cribb & Browning
- Gastrodia bambu Metusala
- Gastrodia boninensis Tuyama
- Gastrodia cajanoae Barcelona & Pelser
- Gastrodia callosa J.J.Sm.
- Gastrodia celebica Schltr.
- Gastrodia clausa T.C.Hsu, S.W.Chung & C.M.Kuo
- Gastrodia confusa Honda & Tuyama
- Gastrodia confusoides T.C.Hsu, S.W.Chung & C.M.Kuo
- Gastrodia cooperae Lehnebach & J.R.Rolfe
- Gastrodia crassisepala L.O.Williams
- Gastrodia crebriflora D.L.Jones
- Gastrodia crispa J.J.Sm.
- Gastrodia cunninghamii Hook.f.
- Gastrodia damingshanensis A.Q.Hu & T.C.Hsu
- Gastrodia dyeriana  King & Pantl.
- Gastrodia effusa P.T.Ong & P.O'Byrne
- Gastrodia elata Blume
- Gastrodia entomogama D.L.Jones
- Gastrodia exilis Hook.f.
- Gastrodia falconeri D.L.Jones & M.A.Clem.
- Gastrodia fimbriata Suddee
- Gastrodia flavilabella S.S.Ying
- Gastrodia flexistyla T.C.Hsu & C.M.Kuo
- Gastrodia fontinalis T.P.Lin
- Gastrodia fujianensis Liang Ma, Xin Y.Chen & S.P.Chen
- Gastrodia gracilis Blume
- Gastrodia grandilabris Carr
- Gastrodia holttumii Carr
- Gastrodia huapingensis X.Y.Huang, A.Q.Hu & Yan Liu
- Gastrodia isabelensis T.C.Hsu
- Gastrodia javanica (Blume) Lindl.
- Gastrodia kachinensis X.H.Jin & L.A.Ye
- Gastrodia kaohsiungensis T.P.Lin
- Gastrodia kuroshimensis Suetsugu
- Gastrodia lacista D.L.Jones
- Gastrodia longitubularis Q.W.Meng, X.Q.Song & Y.B.Luo
- Gastrodia madagascariensis Schltr. ex H.Perrier
- Gastrodia major Aver.
- Gastrodia maliauensis Suetsugu, Suleiman & Tsukaya
- Gastrodia menghaiensis Z.H.Tsi & S.C.Chen
- Gastrodia minor Petrie
- Gastrodia mishmensis A.N.Rao, Harid. & S.N.Hedge
- Gastrodia molloyi Lehnebach & J.R.Rolfe
- Gastrodia nantoensis T.C.Hsu & C.M.Kuo ex T.P.Lin
- Gastrodia nipponica (Honda) Tuyama
- Gastrodia nipponicoides Suetsugu
- Gastrodia × nippouraiensis Suetsugu & T.C.Hsu
- Gastrodia okinawensis Suetsugu
- Gastrodia papuana  Schltr.
- Gastrodia peichatieniana  S.S.Ying
- Gastrodia phangngaensis Suddee, Sirim. & Chamch.
- Gastrodia procera G.W.Carr
- Gastrodia pubilabiata Sawa
- Gastrodia punctata Aver.
- Gastrodia putaoensis X.H.Jin
- Gastrodia queenslandica Dockrill
- Gastrodia rubinea T.P.Lin
- Gastrodia rwandensis Eb.Fisch. & Killmann
- Gastrodia sabahensis J.J.Wood & A.L.Lamb
- Gastrodia selabintanensis Tsukaya & A.Hidayat
- Gastrodia sesamoides R.Br.
- Gastrodia shimizuana  Tuyama
- Gastrodia silentvalleyana  C.S.Kumar, P.C.S.Kumar, Sibi & S.Anil Kumar
- Gastrodia similis Bosser
- Gastrodia solomonensis T.C.Hsu
- Gastrodia spatulata (Carr) J.J.Wood
- Gastrodia stapfii Hayata
- Gastrodia sui C.S.Leou, T.C.Hsu & C.R.Yeh
- Gastrodia surcula D.L.Jones
- Gastrodia taiensis Tuyama
- Gastrodia takeshimensis Suetsugu
- Gastrodia tembatensis P.T.Ong & P.O'Byrne
- Gastrodia theana  Aver.
- Gastrodia tonkinensis Aver. & Averyanova
- Gastrodia tuberculata F.Y.Liu & S.C.Chen
- Gastrodia umbrosa B.Gray
- Gastrodia uraiensis T.C.Hsu & C.M.Kuo
- Gastrodia urceolata D.L.Jones
- Gastrodia verrucosa Blume
- Gastrodia vescula D.L.Jones
- Gastrodia wuyishanensis Da M.Li & C.D.Liu
- Gastrodia zeylanica Schltr.